# Muntanyó
El Muntanyó és una muntanya de 2.781,2 metres que es troba al municipi d'Espot, a la comarca del Pallars Sobirà.